# Pocsiella
Pocsiella là một chi rêu trong họ Dicranaceae.